# Глазов, Владимир Гаврилович
Владимир Гаврилович Глазов (1848—1920, Петроград) — государственный деятель, министр народного просвещения (1904—1905), генерал от инфантерии (06.12.1907) и член Военного совета Российской Империи (апрель 1909 — февраль 1918).

## Биография
Владимир Глазов родился 12 сентября 1848 года. Образование получил в Константиновском межевом институте и 3-м военном Александровском училище; по окончании курса Академии генерального штаба служил в штабе 8-го и 10-го армейских корпусов.
Во время русско-турецкой войны 1877—78 годов участвовал в обороне Шипки в составе отряда генерала Радецкого. Затем был начальником штаба 10-й кавалерийской дивизии (1881—1888).
В 1891—1893 годах — командир 1-го стрелкового лейб-гвардии полка, в 1893—1895 годах — командир Московского лейб-гвардии полка. Позже был начальником штаба гвардейского корпуса (1895—1899) и начальником штаба Финляндского военного округа (1899—1901); был ближайшим помощником генерала Н. И. Бобрикова. Со временем пребывания В. Г. Глазова в должности начальника штаба округа связано начало издания обширного военно-статистического обозрения Финляндии, которое было завершено в 1904 году.
В 1898 году он окончил курс в Петербургском археологическом институте.
2 июля 1901 года назначен начальником Николаевской академии Генерального штаба.
10 апреля 1904 года Глазову было вверено, по уходе Г. Э. Зенгера, управление министерством народного просвещения. По почину Глазова был созван в августе 1904 года съезд попечителей учебных округов, на котором были выработаны новый университетский устав и положение о гимназиях; но ни одна из намеченных и ожидаемых обществом реформ не была приведена в исполнение.
В октябре 1905 года Глазов был освобожден от должности министра и назначен помощником командующего войсками Московского военного округа, и одновременно командира 17-го армейского корпуса. С 1909 года — член Военного совета.
В 1910—1912 годах он состоял председателем комиссии по обсуждению вопросов, связанных с юбилейными торжествами Отечественной войны 1812 года. Писал по различным вопросам военного дела и археологии.
В марте 1918 года официально уволен с военной службы с назначением пенсии 3600 рублей в год.
Умер в Петрограде в 1920 году.

## Награды
Согласно
- Орден Святого Станислава 3-й степени с мечами и бантом (15.06.1877)
- Орден Святого Владимира 4-й степени с мечами и бантом (21.06.1878)
- Орден Святого Станислава 2-й степени (15.05.1883)
- Орден Святой Анны 2-й степени (26.02.1888)
- Орден Святого Владимира 3-й степени (30.08.1894)
- Орден Святого Станислава 1-й степени (14.05.1896)
- Орден Святой Анны 1-й степени (22.03.1898)
- Орден Святого Владимира 2-й степени (06.12.1902)
- Орден Белого орла (06.12.1906)
- Орден Святого Александра Невского (06.12.1911)
- Бриллиантовые знаки к ордену Святого Александра Невского (22.03.1915)
- Знак отличия беспорочной службы за XL лет (22.08.1912)

Иностранные:
- Румынский орден Звезды 3-й степени (1896)
- Австрийский орден Франца-Иосифа 1-й степени (1897)
- Французский орден Почётного легиона 3-й степени (1897)
- Прусский орден Короны 1-й степени (1898)
- Румынский орден Короны 2-й степени (1899)